# Минган (аэропорт)
Аэропорт Синьян Минган (Авиабаза Минган, кит. упр. 信阳明港机场) — аэропорт совместного базирования, расположенный вблизи города Синьян (провинция Хэнань, Китайская Народная Республика).
Авиабаза была построена в 1958 году в черте посёлка Минган, находящегося к северу от Синьяна. Позже проводились работы по созданию инфраструктуры пассажирских перевозок, смета расходов которых составляла 335 миллионов юаней.

## Инфраструктура
Аэропорт Синьян Минган эксплуатирует одну взлётно-посадочную полосу размерами 2500х50 метров (класс 4C) с бетонным покрытием и одно здание пассажирского терминала площадью 5000 квадратных метров. К 2020 году планируется увеличить максимальную пропускную способность гражданской части аэропорта до 500 тысяч пассажиров и 4 тысячи тонн грузов.